# 班傑里什基丘卡爾山
41°43′39.62″N 23°25′21.34″E / 41.7276722°N 23.4225944°E

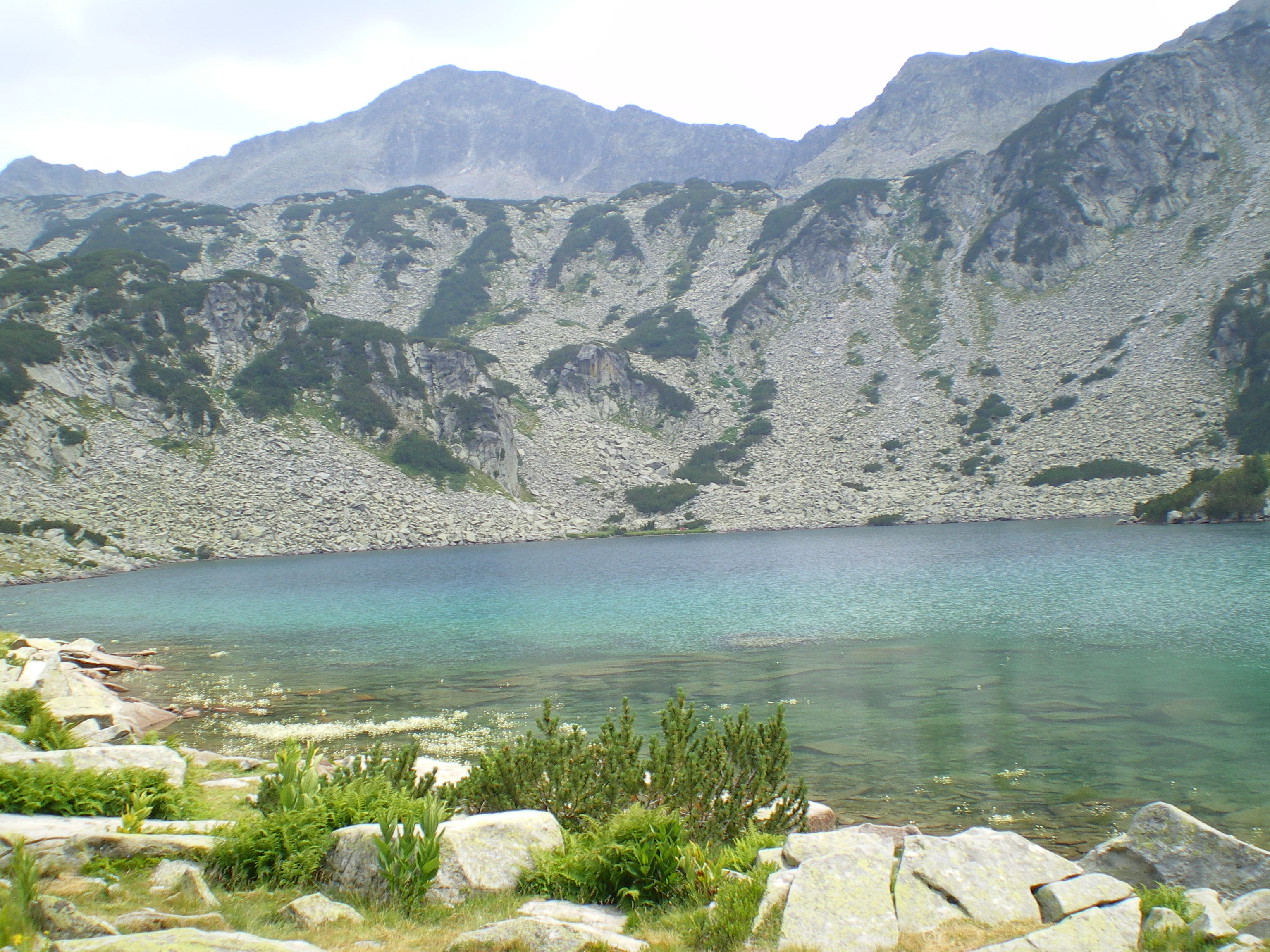
righgt

班傑里什基丘卡爾山是保加利亞的山峰，位於該國西南部，處於布拉戈耶夫格勒州，屬於皮林山脈的一部分，海拔高度2,763米，山體由花崗岩組成。